# 3.ª etapa de la Vuelta a España 2021
La 3.ª etapa de la Vuelta a España 2021 tuvo lugar el 16 de agosto de 2021 entre Santo Domingo de Silos y Espinosa de los Monteros sobre un recorrido de 202,8 km y fue ganada por el estonio Rein Taaramäe del equipo Intermarché-Wanty-Gobert Matériaux, quien además se convirtió en el nuevo líder de la carrera.

## Clasificación de la etapa
| Santo Domingo de Silos - Espinosa de los Monteros | etapa de montaña | (202,8 km) |

| \| Clasificación de la etapa \| Clasificación de la etapa \| Clasificación de la etapa \| Clasificación de la etapa \| Clasificación de la etapa \| \| Ciclista \| Ciclista \| Equipo \| Tiempo \| \| \| ------------------------- \| ------------------------- \| ---------------------------------- \| ------------------------- \| ------------------------- \| \| 1.º \| Rein Taaramäe \| Intermarché-Wanty-Gobert Matériaux \| 5 h 16 min 57 s \| \| \| 2.º \| Joe Dombrowski \| UAE Team Emirates \| + 21 s \| \| \| 3.º \| Kenny Elissonde \| Trek-Segafredo \| + 36 s \| \| \| 4.º \| Lilian Calmejane \| AG2R Citroën Team \| + 1 min 16 s \| \| \| 5.º \| Enric Mas \| Movistar Team \| + 1 min 45 s \| \| \| 6.º \| Miguel Ángel López \| Movistar Team \| + 1 min 48 s \| \| \| 7.º \| Primož Roglič \| Jumbo-Visma \| + 1 min 48 s \| \| \| 8.º \| Adam Yates \| Ineos Grenadiers \| + 1 min 48 s \| \| \| 9.º \| Mikel Landa \| Bahrain Victorious \| + 1 min 48 s \| \| \| 10.º \| Giulio Ciccone \| Trek-Segafredo \| + 1 min 48 s \| \| |                    |                                    |                 |
| |                    |                                    |                 |
| Fuente: ProCyclingStats |                    |                                    |                 |
| Clasificación de la etapa |                    |                                    |                 |
| Ciclista | Ciclista           | Equipo                             | Tiempo          |
| 1.º | Rein Taaramäe      | Intermarché-Wanty-Gobert Matériaux | 5 h 16 min 57 s |
| 2.º | Joe Dombrowski     | UAE Team Emirates                  | + 21 s          |
| 3.º | Kenny Elissonde    | Trek-Segafredo                     | + 36 s          |
| 4.º | Lilian Calmejane   | AG2R Citroën Team                  | + 1 min 16 s    |
| 5.º | Enric Mas          | Movistar Team                      | + 1 min 45 s    |
| 6.º | Miguel Ángel López | Movistar Team                      | + 1 min 48 s    |
| 7.º | Primož Roglič      | Jumbo-Visma                        | + 1 min 48 s    |
| 8.º | Adam Yates         | Ineos Grenadiers                   | + 1 min 48 s    |
| 9.º | Mikel Landa        | Bahrain Victorious                 | + 1 min 48 s    |
| 10.º | Giulio Ciccone     | Trek-Segafredo                     | + 1 min 48 s    |

## Clasificaciones al final de la etapa

### Clasificación general
| \| Clasificación general \| Clasificación general \| Clasificación general \| Clasificación general \| Clasificación general \| \| Ciclista \| Ciclista \| Equipo \| Tiempo \| \| \| --------------------- \| --------------------- \| ---------------------------------- \| --------------------- \| --------------------- \| \| 1.º \| Rein Taaramäe \| Intermarché-Wanty-Gobert Matériaux \| 9 h 25 min 44 s \| \| \| 2.º \| Kenny Elissonde \| Trek-Segafredo \| + 25 s \| \| \| 3.º \| Primož Roglič \| Jumbo-Visma \| + 30 s \| \| \| 4.º \| Lilian Calmejane \| AG2R Citroën Team \| + 35 s \| \| \| 5.º \| Enric Mas \| Movistar Team \| + 45 s \| \| \| 6.º \| Miguel Ángel López \| Movistar Team \| + 51 s \| \| \| 7.º \| Alejandro Valverde \| Movistar Team \| + 57 s \| \| \| 8.º \| Giulio Ciccone \| Trek-Segafredo \| + 57 s \| \| \| 9.º \| Egan Bernal \| Ineos Grenadiers \| + 57 s \| \| \| 10.º \| Mikel Landa \| Bahrain Victorious \| + 1 min 09 s \| \| |                    |                                    |                 |
| |                    |                                    |                 |
| Fuente: ProCyclingStats |                    |                                    |                 |
| Clasificación general |                    |                                    |                 |
| Ciclista | Ciclista           | Equipo                             | Tiempo          |
| 1.º | Rein Taaramäe      | Intermarché-Wanty-Gobert Matériaux | 9 h 25 min 44 s |
| 2.º | Kenny Elissonde    | Trek-Segafredo                     | + 25 s          |
| 3.º | Primož Roglič      | Jumbo-Visma                        | + 30 s          |
| 4.º | Lilian Calmejane   | AG2R Citroën Team                  | + 35 s          |
| 5.º | Enric Mas          | Movistar Team                      | + 45 s          |
| 6.º | Miguel Ángel López | Movistar Team                      | + 51 s          |
| 7.º | Alejandro Valverde | Movistar Team                      | + 57 s          |
| 8.º | Giulio Ciccone     | Trek-Segafredo                     | + 57 s          |
| 9.º | Egan Bernal        | Ineos Grenadiers                   | + 57 s          |
| 10.º | Mikel Landa        | Bahrain Victorious                 | + 1 min 09 s    |

### Clasificación por puntos
| Clasificación por puntos | Clasificación por puntos | Clasificación por puntos           | Clasificación por puntos | Clasificación por puntos |
| Ciclista                 | Ciclista                 | Equipo                             | Puntos                   |                          |
| ------------------------ | ------------------------ | ---------------------------------- | ------------------------ | ------------------------ |
| 1.º                      | Jasper Philipsen         | Alpecin-Fenix                      | 50 pts                   |                          |
| 2.º                      | Fabio Jakobsen           | Deceuninck-Quick Step              | 50 pts                   |                          |
| 3.º                      | Alex Aranburu            | Astana-Premier Tech                | 50 pts                   |                          |
| 4.º                      | Rein Taaramäe            | Intermarché-Wanty-Gobert Matériaux | 33 pts                   |                          |
| 5.º                      | Lilian Calmejane         | AG2R Citroën Team                  | 30 pts                   |                          |
| 6.º                      | Primož Roglič            | Jumbo-Visma                        | 29 pts                   |                          |
| 7.º                      | Michael Matthews         | BikeExchange                       | 27 pts                   |                          |
| 8.º                      | Julen Amezqueta          | Caja Rural-Seguros RGA             | 20 pts                   |                          |
| 9.º                      | Juan Sebastián Molano    | UAE Team Emirates                  | 18 pts                   |                          |
| 10.º                     | Joe Dombrowski           | UAE Team Emirates                  | 17 pts                   |                          |

### Clasificación de la montaña
| Clasificación de la montaña | Clasificación de la montaña | Clasificación de la montaña        | Clasificación de la montaña | Clasificación de la montaña |
| Ciclista                    | Ciclista                    | Equipo                             | Puntos                      |                             |
| --------------------------- | --------------------------- | ---------------------------------- | --------------------------- | --------------------------- |
| 1.º                         | Rein Taaramäe               | Intermarché-Wanty-Gobert Matériaux | 10 pts                      |                             |
| 2.º                         | Kenny Elissonde             | Trek-Segafredo                     | 7 pts                       |                             |
| 3.º                         | Joe Dombrowski              | UAE Team Emirates                  | 6 pts                       |                             |
| 4.º                         | Tobias Bayer                | Alpecin-Fenix                      | 5 pts                       |                             |
| 5.º                         | Sepp Kuss                   | Jumbo-Visma                        | 3 pts                       |                             |
| 6.º                         | Lilian Calmejane            | AG2R Citroën Team                  | 3 pts                       |                             |
| 7.º                         | Antonio Jesús Soto          | Euskaltel-Euskadi                  | 3 pts                       |                             |
| 8.º                         | Sep Vanmarcke               | Israel Start-Up Nation             | 2 pts                       |                             |
| 9.º                         | Enric Mas                   | Movistar Team                      | 1 pt                        |                             |
| 10.º                        | Rui Oliveira                | UAE Team Emirates                  | 1 pt                        |                             |

### Clasificación de los jóvenes
| Clasificación del mejor joven | Clasificación del mejor joven | Clasificación del mejor joven | Clasificación del mejor joven | Clasificación del mejor joven |
| Ciclista                      | Ciclista                      | Equipo                        | Tiempo                        |                               |
| ----------------------------- | ----------------------------- | ----------------------------- | ----------------------------- | ----------------------------- |
| 1.º                           | Egan Bernal                   | Ineos Grenadiers              | 9 h 26 min 41 s               |                               |
| 2.º                           | Gino Mäder                    | Bahrain Victorious            | + 13 s                        |                               |
| 3.º                           | Aleksandr Vlásov              | Astana-Premier Tech           | + 16 s                        |                               |
| 4.º                           | Rémy Rochas                   | Cofidis                       | + 54 s                        |                               |
| 5.º                           | Mauri Vansevenant             | Deceuninck-Quick Step         | + 55 s                        |                               |
| 6.º                           | Juan Pedro López              | Trek-Segafredo                | + 59 s                        |                               |
| 7.º                           | Simon Carr                    | EF Education-Nippo            | + 1 min 02 s                  |                               |
| 8.º                           | Tobias Bayer                  | Alpecin-Fenix                 | + 1 min 12 s                  |                               |
| 9.º                           | Mark Padun                    | Bahrain Victorious            | + 1 min 13 s                  |                               |
| 10.º                          | Jefferson Cepeda              | Caja Rural-Seguros RGA        | + 1 min 41 s                  |                               |

### Clasificación por equipos
| Clasificación por equipos | Clasificación por equipos          | Clasificación por equipos | Clasificación por equipos |
| Equipo                    | Equipo                             | Tiempo                    |                           |
| ------------------------- | ---------------------------------- | ------------------------- | ------------------------- |
| 1.º                       | UAE Team Emirates                  | 28 h 19 min 20 s          |                           |
| 2.º                       | Movistar Team                      | + 22 s                    |                           |
| 3.º                       | Bahrain Victorious                 | + 50 s                    |                           |
| 4.º                       | Trek-Segafredo                     | + 1 min 14 s              |                           |
| 5.º                       | Ineos Grenadiers                   | + 1 min 15 s              |                           |
| 6.º                       | Intermarché-Wanty-Gobert Matériaux | + 2 min 26 s              |                           |
| 7.º                       | AG2R Citroën Team                  | + 2 min 33 s              |                           |
| 8.º                       | Team DSM                           | + 2 min 52 s              |                           |
| 9.º                       | EF Education-Nippo                 | + 3 min 35 s              |                           |
| 10.º                      | Jumbo-Visma                        | + 3 min 49 s              |                           |

## Abandonos
Alexander Cataford no tomó la salida y Frederik Frison no completó la etapa.